# 黒い遊園地
「黒い遊園地」（くろいゆうえんち）は、光文社文庫より発刊された、井上雅彦が監修する書き下ろしアンソロジー「異形コレクション」シリーズの中の一冊。全体では第29冊目の刊行であり、光文社文庫版では第14冊目となった。2004年4月20日刊行。

## 収録作品
- 「香港の観覧車」林巧
- 「よい子のくに」朱川湊人
- 「番人」飛鳥部勝則
- 「未来の廃墟」小中千昭
- 「遊のビックリハウス」江坂遊
- 「見果てぬ夢」黒岩研
- 「死の仮面」倉阪鬼一郎
- 「使者」皆川博子
- 「桜子さんがコロンダ」薄井ゆうじ
- 「みずいろの十二階」速瀬れい
- 「少年と怪魔の駆ける庭園」芦辺拓
- 「在子(ねねこ)」木原浩勝
- 「赤い木馬」加門七海
- 「コドモポリス」牧野修
- 「迷楼鏡」立原透耶
- 「ローズガーデン」佐藤嗣麻子
- 「東山殿御庭」朝松健
- 「月夜の輪舞」石神茉莉
- 「妖精の環」片理誠
- 「運命島」奥田哲也
- 「菊地秀行のニッケル・オデオン」菊地秀行
- 「楽園に還る」井上雅彦
- 付録 アンソロジー一覧
- 緊急公募

- 表紙：cover art：山本ゆり子  カバーデザイン：奥沢潔（パークデザイン）
- 本文イラストレーション：村山潤一
- 帯アオリ文句は、「全22編新作書き下ろし」「佐藤嗣麻子、朱川湊人、片理誠が初登場！闇のダーク・カーニヴァル競演」
- 光文社文庫:ISBN 4334736742